# رشيد الصبيحي
رشيد الصبيحي هو مؤرخ مغربي وخبير في دراسة القطع النقدية والاوسمة التاريخية. كان قد نجح في حل لغز ماسينيسا النوميدي.
سكن مدينة فاس لأعوام، ثم عاد إلى سلا مسقط رأسه حيث يعيش هناك على ضفة الأطلسي ويمارس الرماية والصيد.
وهو عضو في نادي مولاي إدريس للقطع الأثرية بفاس (المغرب).